# Havok (mjukvara)
Havok är en mjukvara från företaget Havok. Mjukvaran används för fysiksimuleringar i datorspel som Halo 2, Super Smash Bros. Brawl och Unreal Tournament 3.